# Vicariat du Brabant flamand et Malines

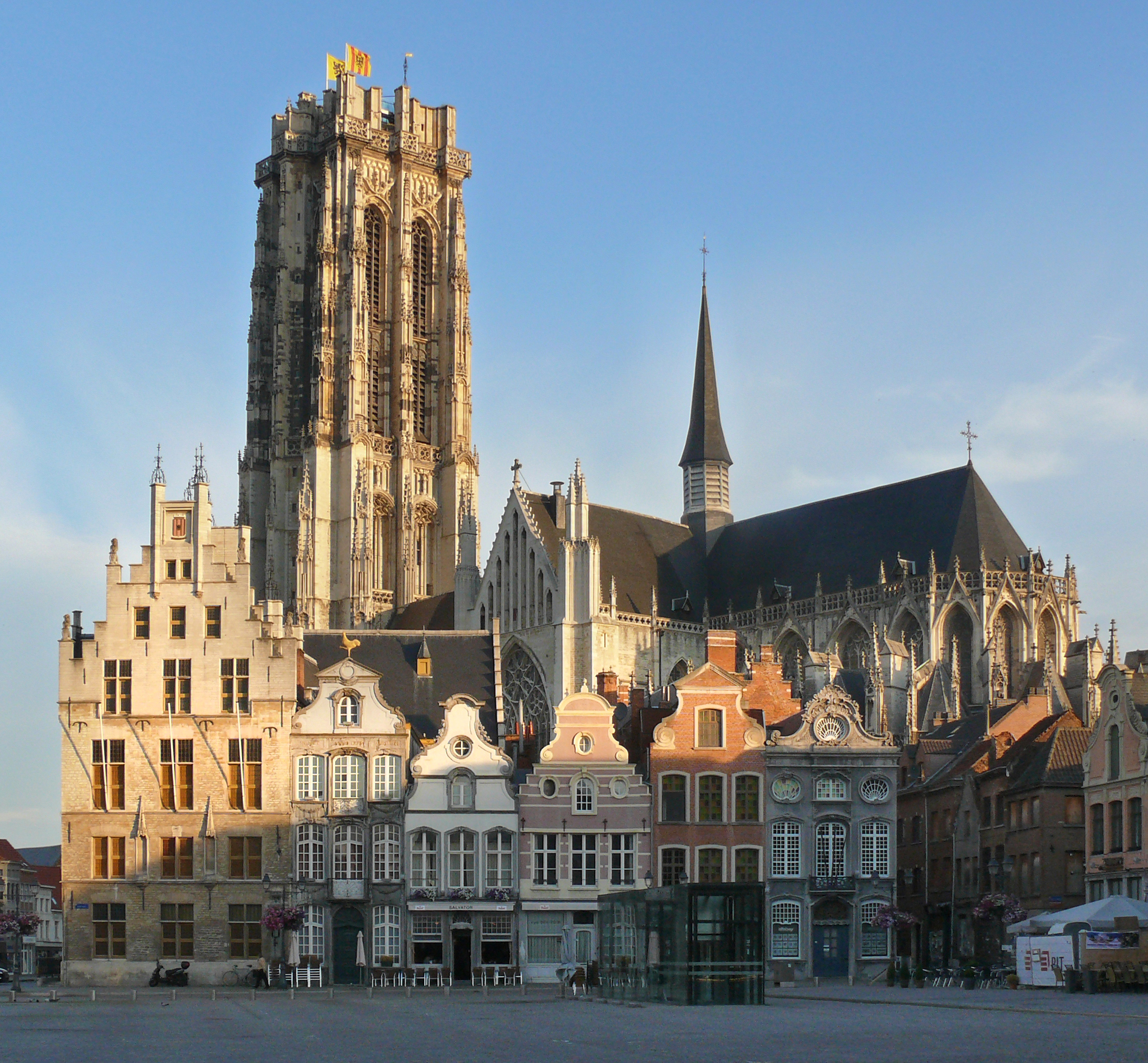
La cathédrale Saint-Rombaut de Malines, siège du Diocèse et du Vicariat

Le vicariat du Brabant flamand et Malines fut créé en 1962 lorsque le cardinal Léon-Joseph Suenens, nommé à la tête de l'archidiocèse de Malines-Bruxelles, érigea dans son diocèse trois vicariats. Les deux autres sont le vicariat de Bruxelles et le vicariat du Brabant wallon. Chaque vicariat est confié à un évêque auxiliaire, vicaire général, pour y assumer la responsabilité globale de la pastorale territoriale. Il s'agit de Koen Vanhoutte depuis 2018.